# ديفيد إس. كوفمان
ديفيد إس. كوفمان هو دبلوماسي ومحامي وسياسي أمريكي، ولد في 18 ديسمبر 1813 في بويلينغ سبرينغز في الولايات المتحدة، وتوفي في 31 يناير 1851 في واشنطن العاصمة في الولايات المتحدة بسبب نوبة قلبية. نشط حزبياً في الحزب الديمقراطي. وقد انتخب عضو مجلس نواب تكساس ‏ وانتخب عضو مجلس ولاية تكساس ‏ وانتخب عضو مجلس النواب الأمريكي ‏.